# Подводные лодки типа «Апхолдер»
Подводные лодки типа «Апхолдер» (англ. Upholder class) — серия британских дизель-электрических подводных лодок. Последний тип дизель-электрических подводных лодок, построенных в Великобритании, они должны были заменить устаревшие подводные лодки типа «Оберон», построенные ещё в 1950-х — 1960-х годах и нести службу совместно с атомными подводными лодками. Однако, первоначальные планы строительства 12 лодок серии в итоге были сокращены до четырёх, построенных в 1987—1993 годах. Их служба в КВМФ Великобритании оказалась недолгой — уже в 1993—1994 годах все они были сняты с вооружения. В 1998 году все четыре лодки были приобретены Канадой, и после переоборудования, они вступили в строй в 2000—2004 годах под новыми названиями. В составе ВМС Канады они обозначаются обычно как тип «Виктория» (англ. Victoria class). На 2022 год, эти четыре лодки составляют весь подводный флот Канады.

## Представители
| Название                                             | Заводской номер | Судоверфь     | Дата закладки  | Спуск на воду   | Ввод в строй | Судьба                                                           |
| ---------------------------------------------------- | --------------- | ------------- | -------------- | --------------- | ------------ | ---------------------------------------------------------------- |
| Апхолдер Upholder, в ВМС Канады Шикутими Chicoutimi  | S 40            | VSEL          | ноябрь 1983    | 2 декабря 1986  | 9 июня 1990  | снята с вооружения в апреле 1993, в ВМС Канады с 2004            |
| Ансин Unseen, в ВМС Канады Виктория Victoria         | S 41            | Cammell Laird | 12 июля 1987   | 14 ноября 1989  | 19 июля 1991 | снята с вооружения в июле 1994, в ВМС Канады со 2 декабря 2000   |
| Урсула Ursula, в ВМС Канады Корнер Брук Corner Brook | S 42            | Cammell Laird | 10 января 1989 | 28 февраля 1991 | 8 мая 1992   | снята с вооружения в июле 1994, в ВМС Канады с 29 июня 2003      |
| Юникорн Unicorn, в ВМС Канады Виндзор Windsor        | S 43            | Cammell Laird | 13 марта 1990  | 16 апреля 1992  | 25 июня 1993 | снята с вооружения в октябре 1994, в ВМС Канады с 4 октября 2003 |